# Bareber
Bareber (armeniska: Բարեբեր) är ett vattendrag i Armenien. Det ligger i den centrala delen av landet, 80 kilometer nordost om huvudstaden Jerevan.
Omgivningarna runt Bareber är en mosaik av jordbruksmark och naturlig växtlighet. Runt Bareber är det ganska tätbefolkat, med 72 invånare per kvadratkilometer.